# Immeuble Studio Hôtel
L'immeuble Studio Hôtel est un immeuble, inscrit monument historique depuis le 25 octobre 2001, situé au 9 rue Delambre dans le 14e arrondissement de Paris. 